# Йобчик, Веслав
Веслав Ежи Йобчик (пол. Wiesław Jerzy Jobczyk, родился 23 февраля 1954 года в Седльце) — польский хоккеист, выступавший на позиции правого нападающего; участник трёх Олимпийских игр 1976, 1980 и 1984 годов и семи чемпионатов мира. Автор первого в истории хет-трика в ворота сборной СССР, оформленного на чемпионате мира 1976 года и принёсшего сенсационную победу сборной Польши со счётом 6:4 (его рекорд повторил через год швед Роланд Эрикссон, а через два года — чехословак Франтишек Черник).

## Биография

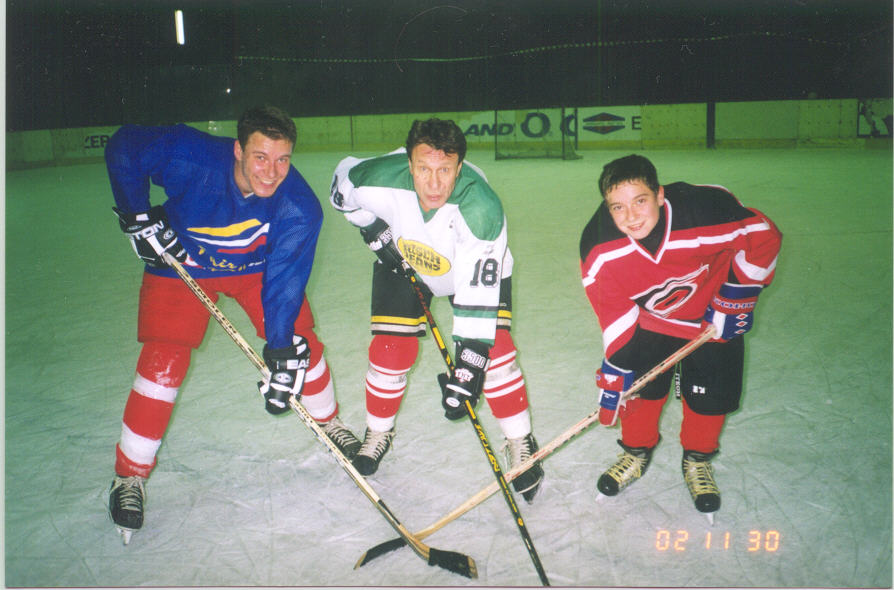
С сыновьями Томашем и Михалом

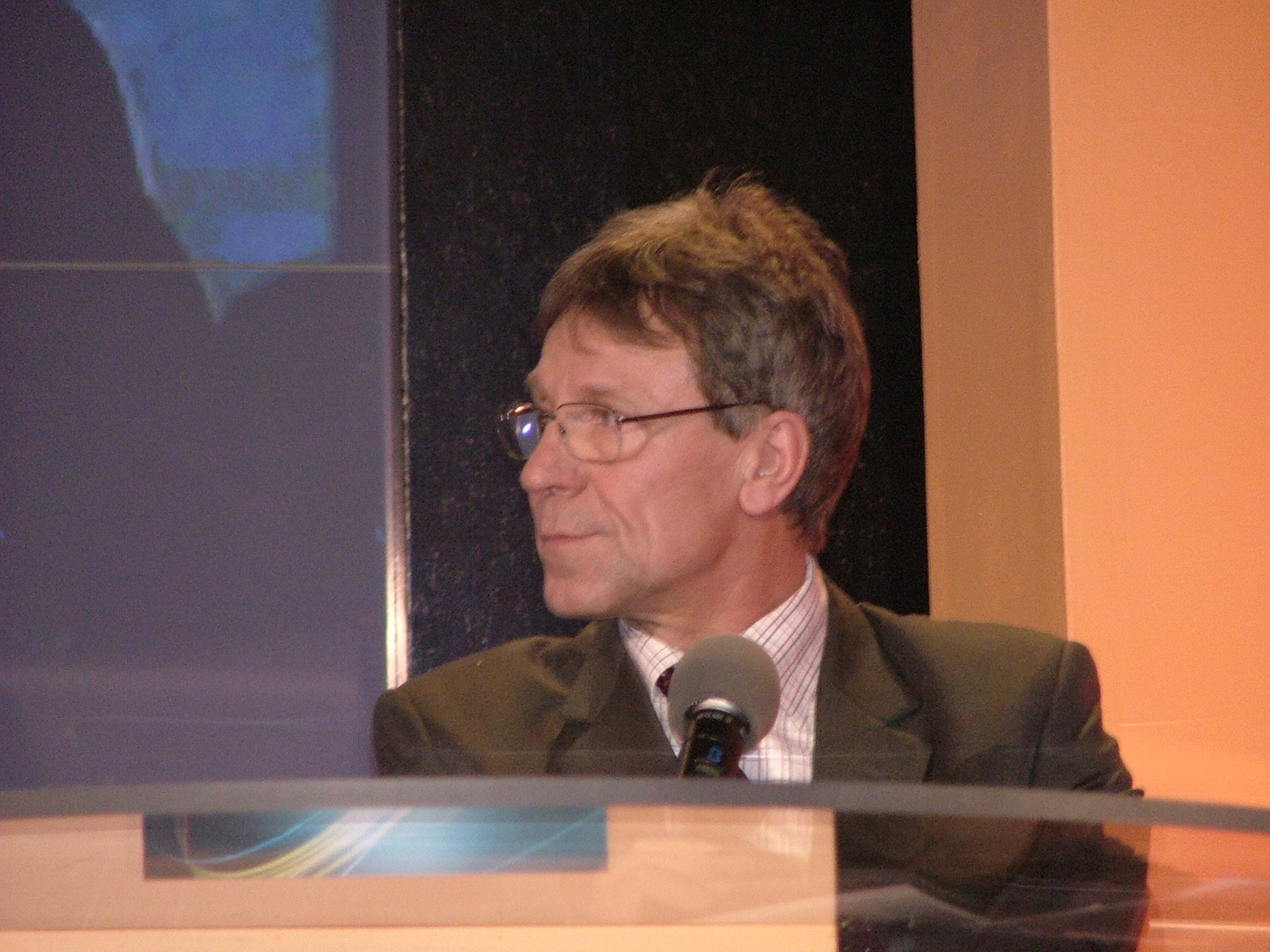
В студии TVP Sport в 2007 году

Выступал за свою карьеру за польские клубы «Погонь», «Баильдон» и «Заглембе», в 1985 году уехал играть в Германию, где выступал за «Фюксе Дуйсбург», «Ратинген», «Везель» и «Моэрс». За 12 сезонов, проведённых в Польской хоккейной лиге, провёл 392 матча и забросил 354 шайбы. В конце карьеры был также играющим тренером команды из Дуйсбурга. За сборную Польши сыграл на зимних Олимпийских играх 1976, 1980 и 1984 годов, а также на чемпионатах мира 1976, 1977, 1979, 1981, 1983 и 1985 годов (в том числе два турнира в группе A чемпионата мира). За сборную сыграл всего 125 матчей, забросив 88 шайб (третий результат в истории польского хоккея). В сборной выходил играть в тройке с Анджеем Забавой и Лешеком Кокошкой.
8 апреля 1976 года сборная Польши вписала своё имя в историю мирового хоккея, обыграв на домашнем первенстве в Катовице фаворитов в лице сборной СССР со счётом 6:4, а Йобчик в той встрече отметился тремя заброшенными шайбами, став автором первого в истории хет-трика в ворота сборной СССР. Йобчик забросил третью, пятую и шестую шайбы в ворота советской команды: первую шайбу от Йобчика пропустил Александр Сидельников, а две последующие — Владислав Третьяк. По ходу встречи комментатор Николай Озеров стеснялся произносить неблагозвучную фамилию поляка, почему называл его «Жобчиком», «Жопчиком» или попросту «восьмым номером». Сборная СССР, однако, к началу чемпионата мира была вымотана после Олимпиады в Инсбруке и ослаблена отцеплением от команды Владимира Петрова, который, по мнению Бориса Кулагина, не на должном уровне провёл перед чемпионатом мира контрольный матч против Швеции, завершившийся поражением СССР со счётом 7:9. В итоге советская сборная на том турнире проиграла три матча подряд и с большим трудом сумела занять 2-е место, но и сборная Польши после сенсационной победы толком не собралась и вылетела в группу B. По воспоминаниям Йобчика, после победы игроков повезли на автомобильный завод и пообещали каждому по «Фиату», вследствие чего игроки расслабились и провалили последующий матч против Чехословакии, проиграв со счётом 0:12, и дальнейший турнир провели не на уровне.
На Олимпиаде в Лейк-Плэсиде Йобчик забросил четыре шайбы в пяти встречах: по разу поразил ворота Финляндии (победа 5:4), Канады (поражение 1:5), Нидерландов (поражение 3:5) и Японии (победа 4:1).

## Достижения

### Клубные
- Чемпион Польши: 1979/1980[пол.], 1980/1981[пол.], 1981/1982[пол.], 1982/1983[пол.], 1984/1985[пол.] (все — Заглембе)
- Серебряный призёр чемпионата Польши: 1974/1975[пол.], 1975/1976[пол.] (все — Баильдон), 1978/1979[пол.], 1983/1984[пол.] (все — Заглембе)
- Бронзовый призёр чемпионата Польши: 1976/1977[пол.] (Баильдон)

### В сборной
- Победитель группы B чемпионата мира 1985 года

### Личные
- Лучший бомбардир сборной Польши на чемпионатах мира по шайбам: 1976 (6), 1981 (12)
- Лучший бомбардир сборной Польши на чемпионатах мира по очкам: 1981 (19), также лучший нападающий турнира[9]
- Лучший бомбардир чемпионата Польши по шайбам: 1978/1979 (33), 1980/1981 (45), 1981/1982 (52)[10], 1982/1983 (52)[11]
- Лучший бомбардир чемпионата Польши по очкам: 1978/1979 (53), 1980/1981 (73), 1981/1982 (67), 1982/1983 (84)
- Обладатель приза «Золотая клюшка[пол.]»: 1980/1981, 1981/1982

## Личная жизнь
Жена — Малгожата, дети — Томаш и Михал.
В начале 1990-х Йобчик основал компанию Corona, занимавшуюся продажей промышленной арматуры. С сентября 1994 года также занимал должность менеджера сборной Польши. В настоящее время приглашается комментировать матчи чемпионата Польши по хоккею и выступления сборной Польши; в 2006 году комментировал для TVP матчи зимней Олимпиады в Турине, а в 2010 году комментировал матчи Олимпиады в Ванкувере. Эксперт программы «Третий период» (пол. Trzecia tercja) на TVP Sport, комментатор Польской хоккейной лиги на телеканале Wizja Sport.

## Награды
- Крест Заслуги:
  - Золотой — «за заслуги в развитии спорта и физической культуры» (2005)[12]
  - Бронзовый — «за заслуги в развитии спорта и физической культуры» (2000)[13]
- Бронзовая медаль «За выдающиеся спортивные достижения»[пол.] — за победу в группе B чемпионата мира 1985 года и выход в группу A[14]